# نويمي تروفان
نويمي تروفان (من مواليد 11 يناير 1985 في تارغو موريش) هي لاعبة كرة يد مجرية رومانية المولد لعبت مؤخرًا مع فيرينكفاروسي تي سي على المستوى الاحترافي.

## الإنجازات
- البطولة الوطنية المجرية للسيدات:
  - الميدالية البرونزية: 2011
- كأس المجر لكرة اليد للسيدات:
  - الميدالية الفضية: 2010
- كأس أبطال الكؤوس الأوروبية لكرة اليد للسيدات:

## روابط خارجية
- نبذة عن اللاعب Noémi Trufán على موقع Ferencvárosi TC الرسمي
- إحصائيات نويمي تروفان المهنية على موقع Worldhandball.com